# Cheddar (kaas)

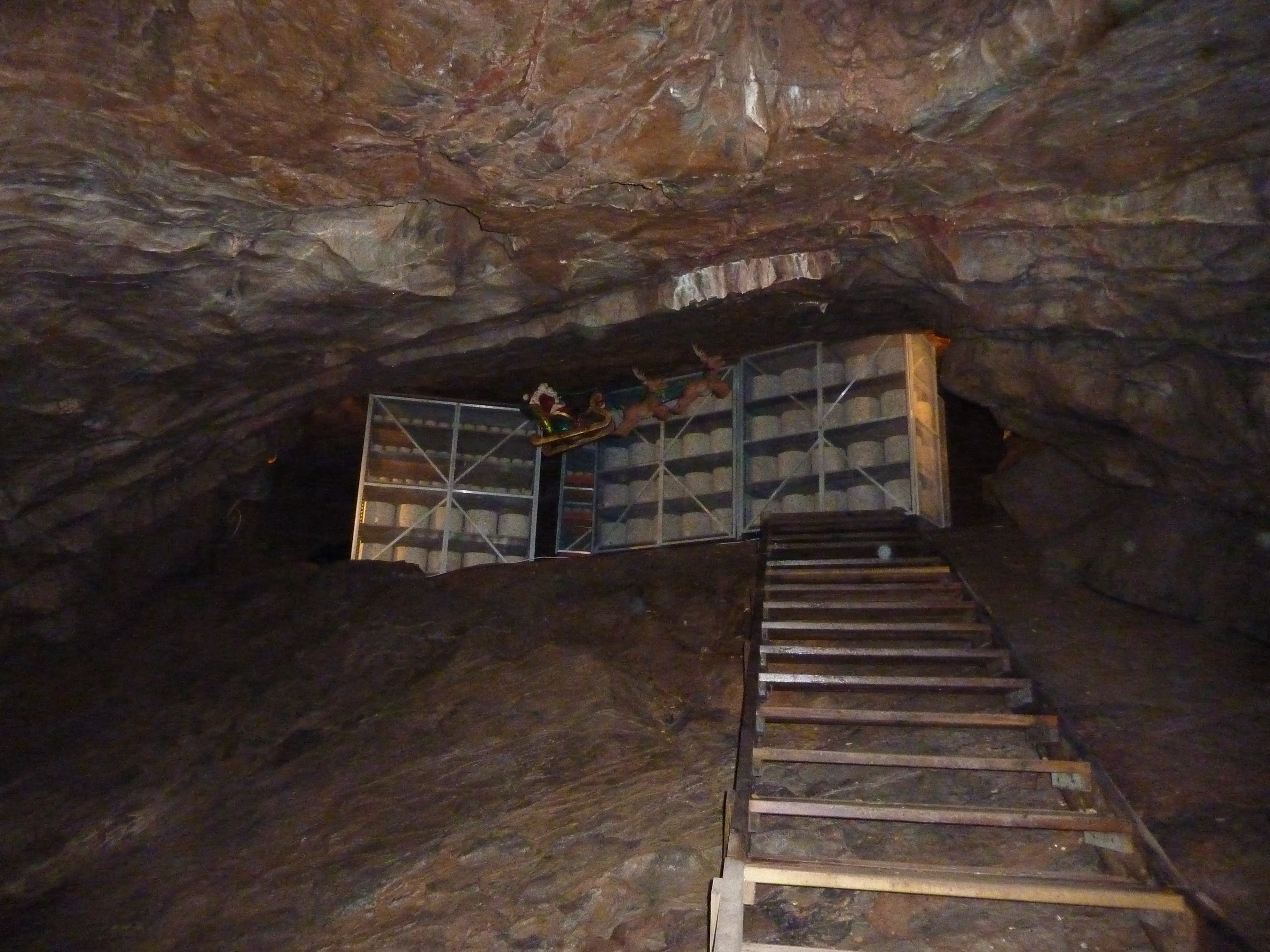
Cheddarkazen, traditioneel rijpend in de grot bij Cheddar

Cheddar is een gele tot oranje-gele, wat pittig smakende van koemelk gemaakte harde kaas die oorspronkelijk alleen gemaakt werd in Cheddar, een dorp in het Engelse Somerset. De kaas rijpte daar in een aantal grotten, waarin de temperatuur, vocht- en lichtomstandigheden zeer constant zijn.
Cheddar wordt gemaakt in het Verenigd Koninkrijk, de Ierse Republiek, Canada, de Verenigde Staten, Australië, Nieuw-Zeeland en Zweden. Meestal gaat het daarbij om massaproductie en de kwaliteit en de smaak variëren sterk. Hierbij worden soms ook smeltzouten toegevoegd om de cheddar zachter te maken en gemakkelijker te laten smelten, onder andere omdat dit door de fastfoodindustrie wordt gewenst.
De pittige smaak ontstaat door het rijpingsproces, dat bij ambachtelijk vervaardigde kaas wel twee jaar kan duren. De typische oranje kleur wordt bereikt door toevoeging van anatto, oorspronkelijk was dit geel walstro.
Omdat cheddar op zoveel plaatsen gemaakt wordt, is deze kaas volgens de richtlijnen van de EU niet meer beschermd als streekproduct. 'West Country Farmhouse Cheddar' echter valt wel onder de beschermde oorsprongsbenaming.